# 범어사 원효암 아미타삼존도
범어사 원효암 아미타삼존도(梵魚寺 元曉庵 阿彌陀三尊圖)는 부산광역시 금정구, 범어사 원효암에 있는 불화이다. 2014년 5월 21일 부산광역시의 유형문화재 제141호로 지정되었다.

## 개요
이 작품의 도상 구성은 화면 중앙의 아미타여래를 중심으로 좌우측에 관세음보살(觀世音菩薩)과 대세지보살(大勢至菩薩)을 배치한 아미타삼존도이다. 본존인 아미타여래는 녹청색 두광(頭光)을 갖추고 백색 연화족좌(蓮花足座) 위에 서서 내영인(來迎印)을 취한 모습이다.
배경은 전체적으로 양청색 바탕에 화면 상단부의 가장자리를 따라 채운(彩雲)을 장식하였다. 채운은 녹색과 청색을 농채(濃彩)로, 자색과 황색은 담채(淡彩)로 바림하듯이 표현하였고, 이어 바탕색을 양청을 두텁게 발라 천공(天空)을 표현하였다. 화면의 전체적인 채색은 주색, 녹청, 군청이 사용되었으며 그 외에도 황색, 백색, 금니(金泥)를 활용하였다.
범어사 원효암 아미타삼존도는 화기를 통해 1892년에 금어 해규(金魚 海珪)가 단독으로 제작하여 범어사 원효암에 봉안하였음을 알 수 있다. 전체적으로 변색과 얼룩 흔적이 보이지만, 도상이 훼손되지 않고 양호하며 규모는 중형에 속한다. 이 작품은 19세기말 아미타내영 형식의 삼존도상 연구는 물론 화승인 해규의 화풍을 파악하는데 가치가 있는 작품이다.

## 같이 보기
- 범어사